# Checchi (cognome)
Checchi è un cognome di lingua italiana.

## Varianti
Checcacci, Checcaglini, Checchetti, Checchetto, Checchinato, Checchini, Checchino, Checco, Checcone, Checconi, Checcucci.

## Origine e diffusione
Cognome tipicamente tosco-emiliano, è presente anche in Lombardia e Lazio.
Potrebbe derivare da Checco, variante del nome Francesco.
In Italia conta circa 838 presenze.
La variante Checcaglini è tipicamente aretina; Checchinato è lombardo-veneto; Checchini compare nel veronese; Checco è messinese e reggino; Checcucci è fiorentino.

## Persone
- Andrea Checchi (1916-1974) – attore italiano
- Arturo Checchi (1886-1971) – pittore italiano
- Cristiana Checchi (1977) – ex atleta italiana, specializzata nel lancio del peso e nel lancio del disco